# Maison de L'Ecce Homo
La maison de L'Ecce Homo est une maison située à Saint-Mathurin-sur-Loire, en France.

## Localisation
La maison est située dans le département français de Maine-et-Loire, sur la commune de Saint-Mathurin-sur-Loire.

## Historique
L'édifice est inscrit au titre des monuments historiques en 1971.